# Donnersbach (Enns)
Der Donnersbach ist ein rechter Nebenfluss der Enns im österreichischen Bundesland Steiermark.

## Verlauf
Der Donnersbach entsteht durch den Zusammenfluss von Beireutbach und Schwarzabach in den Wölzer Tauern. Von hier fließt der Bach in nordnordwestlicher Richtung bis zu seiner Mündung bei Irdning.
Das Einzugsgebiet des Bachs ist beinahe Deckungsgleich mit der Fläche der Gemeinde Irdning-Donnersbachtal.

## Nebenbäche
Das Einzugsgebiet des Donnersbachs umfasst 188,75 Quadratkilometer. Die wichtigsten Nebenbäche sind:

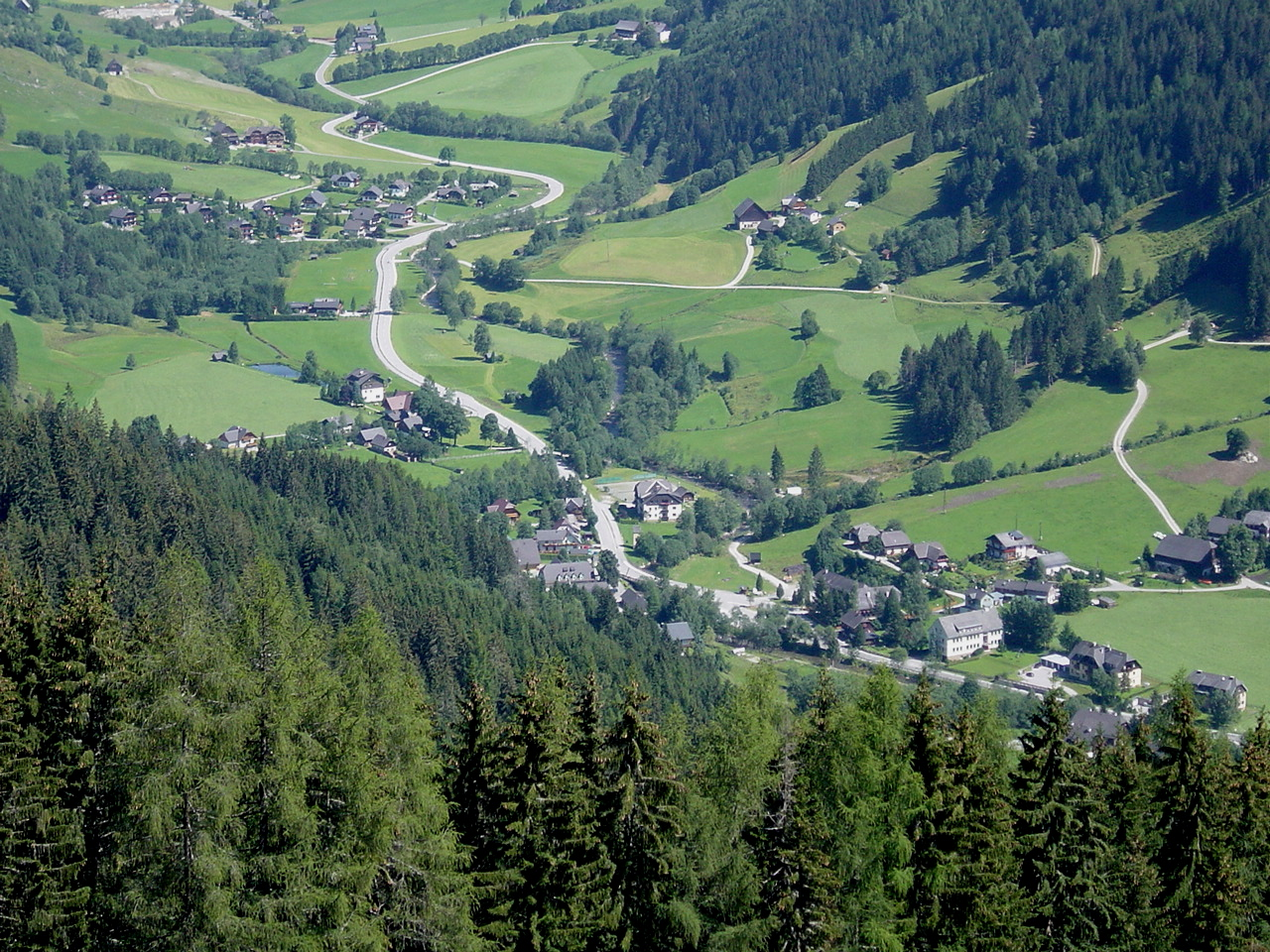
Donnersbachwald

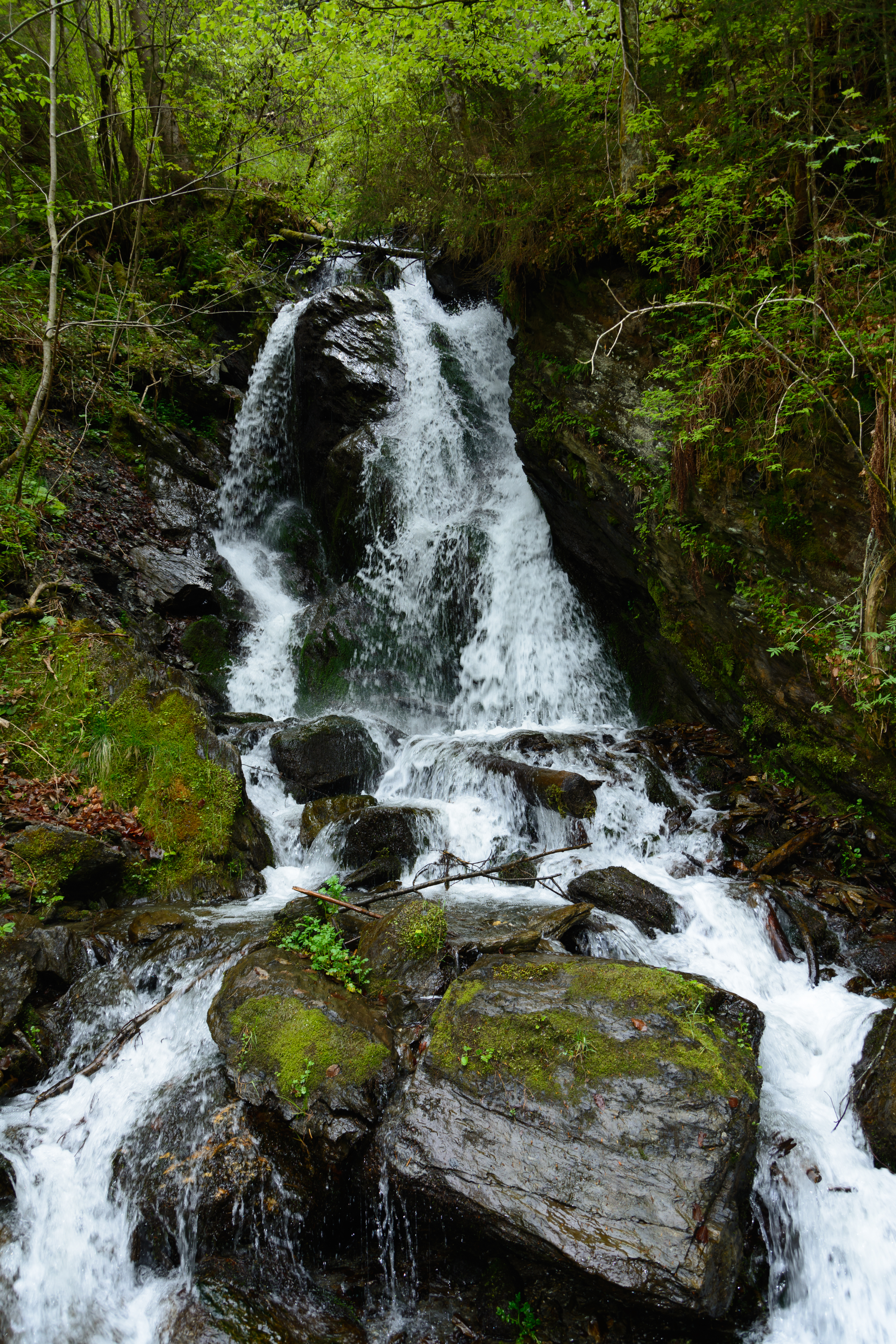
Donnersbachklamm

| Name           | Mündungsseite     | Mündungsort     | Einzugsgebiet in km² |
| -------------- | ----------------- | --------------- | -------------------- |
| Beireutbach    | rechter Quellbach | Riedleralm      | 10,30                |
| Schwarzabach   | linker Quellbach  | Riedleralm      | 12,58                |
| Lärchkarbach   | rechts            | Meng            | 21,22                |
| Ebenbach       | links             | Lahrer          | 06,59                |
| Ginzenbach     | rechts            | Schaffergut     | 02,58                |
| Wolfnalmbach   | links             | Wolfn           | 03,46                |
| Finsterkarbach | links             | Fuchs           | 05,94                |
| Mörsbach       | links             | Donnersbachwald | 11,74                |
| Plotscherbach  | rechts            | Schwärz         | 05,50                |
| Litzelbach     | rechts            |                 | 21,39                |
| Kirggraben     | rechts            | Donnersbach     | 05,87                |
| Moseralmbach   | links             | Donnersbach     | 12,16                |

## Orte
Das Tal des Donnersbachs wird nach der Einmündung des Lärchkarbachs breiter. Nach dem Plotscherbach verengt sich das Tal zur Donnersbachklamm und wird erst wieder vor Donnersbach breit. Folgende Orte liegen am Donnersbach:
- Donnersbachwald
- Donnersbach
- Raumberg
- Irdning
- Falkenburg

## Wandern
- Salzsteigweg: Der Salzsteigweg quert das Donnersbachtal bei Donnersbachwald.[3]
- Zentralalpenweg: Auch der Zentralalpenweg 09 verläuft durch das Tal des Donnersbachs.[4]